# Lago Tana
Die Lago Tana war ein italienisches Frachtschiff, das die Regia Marina nach der Fertigstellung 1940 als Hilfskreuzer D 22 einsetzte. Am 20. November 1942 wurde das Schiff durch einen britischen Luftangriff vor Lampedusa versenkt.

## Bau und technische Daten
Das Schiff wurde 1939 auf Bestellung der Reederei S.A. Navigazione Eritrea aus Rom zusammen mit einem Schwesterschiff auf der Werft Cantiere Navale del Taranto (Franco Tosi) in Tarent auf Kiel gelegt. Beim Stapellauf 1939 erhielt das Schiff den Namen Lago Tana nach dem gleichnamigen Tanasee in Äthiopien. Das Schiff war 64,77 Meter lang, 9,78 Meter breit und hatte einen Tiefgang von 4,42 Metern. Die Lago Tana war mit 783 BRT bzw. 456 NRT vermessen, die Verdrängung betrug ca. 1.700 Tonnen. Zwei Tosi-Sechszylinder-Viertakt-Dieselmotoren mit 1.600 PS, ermöglichten über zwei Schrauben eine Geschwindigkeit von 15,0 Knoten.

## Geschichte
Die Lago Tana und ihr Schwesterschiff Lago Zuai sollten nach Planung der Reederei S.A. Navigazione Eritrea Passagierdienste an der Küste von Eritrea, das Italien 1935 im Abessinienkrieg überfallen und besetzt hatte, übernehmen. Dazu kam es nicht mehr, beide Schiffe wurden nicht mehr ins Rote Meer entsandt. Stattdessen wurde die Lago Tana zunächst nach Libyen eingesetzt und transportierte am 28./29. Juni 1940 eine Ladung von 200 Fässern mit Benzin nach Tripolis.
Kurz nach dem italienischen Kriegseintritt am 10. Juni 1940 requirierte die Regia Marina das Schiff am 10. Juli 1940 und rüstete es zum Hilfskreuzer aus. Aufgabe der italienischen Hilfskreuzer war der Konvoischutz, gleichzeitig wurden sie aufgrund der geforderten Geschwindigkeit von mindestens 15 Knoten als schnelle Transporter eingesetzt. Für die neuen Aufgaben erhielt das Schiff eine Bewaffnung von zwei 100-mm-L/47-Geschützen und vier 20-mm-L/65-Flak sowie zwei Wasserbombenwerfern. Neben ihrem Namen erhielt die Lago Tana zusätzlich die Kennung D 22. Als Hilfskreuzer blieb die Sicherung von Konvois die Hauptaufgabe des Schiffes. Am 21. Oktober 1940 wurde die Lago Tana dem Einsatzverband Maritrafalba in Brindisi zugeordnet, der in Vorbereitung auf den geplanten Angriff auf Griechenland gebildet wurde und Truppen- sowie Nachschubtransporte von Bari und Brindisi nach Albanien durchführte und sicherte. Bereits vier Tage später, am 25. Oktober, wurde der gesamte Verband in die Forza Navale Speciale (FNS) eingegliedert, dem weitere Schiffe zugeordnet wurden und der die geplante (aber abgesagte) Landung auf Korfu durchführen sollte. Etwa bis zum Jahresende 1940 sicherte die Lago Tana italienische Schiffe zwischen Italien und Albanien.
Anfang 1941 wurde die Lago Tana als Begleitschutz für den Schiffsverkehr nach Nordafrika zugewiesen. Dabei wurden die von ihr begleiteten Schiffe wiederholt angegriffen: Am 25. Januar geleitete sie die beiden deutschen Frachtschiffe Duisburg (7389 BRT) und Ingo (7389 BRT) von Neapel in Richtung Libyen über Palermo bis Trapani. Dort wurde sie vom Hilfskreuzer Caralis abgelöst – die Ingo wurde einige Tage später versenkt, die Duisburg schwer beschädigt. Zwei Monate später, am 16. März, begleitete die Lago Tana die Frachtschiffe Giovanni Boccaccio (3141 BRT), Valsavoia (5733 BRT) und Maddalena G. (5212 BRT), als sie vom britischen U-Boot Parthian angegriffen wurden. Dabei wurde die Boccaccio beschädigt. Am 27. September 1941 griff das britische U-Boot Upright die Lago Tana an, während sie Eskorte fuhr. Die beiden Torpedos des U-Bootes verfehlten jedoch ihr Ziel. Im Jahr 1942 war die Lago Tana am 1. April zusammen mit dem Zerstörer Aviere, den Torpedobooten Libra, Pallade und Centauro sowie dem Rettungsschiff Capri Teil eines Verbandes, um Schiffbrüchige des vom U-Boot HMS Urge versenkten leichten Kreuzers Giovanni dalle Bande Nere zu retten.
Am 16. November 1942 verließ die Lago Tana Trapani, um Nachschub nach Tripolis zu befördern und unterwegs Soldaten in Lampedusa abzusetzen. Einen Tag später erreichte sie zunächst Pantelleria und verließ den Hafen wieder am 20. November, um Lampedusa anzusteuern. Gegen Mittag wurde sie von Flugzeugen der Royal Air Force angegriffen und das Schiff schwer beschädigt. Die Besatzung verließ das Schiff. Gegen 16:00 Uhr erfolgte ein zweiter Luftangriff, nach dem die Lago Tana sank.